# Новак Новак
Новак Новаковић, познатији као Новак Новак (1928 — 1995) српски је хумориста, писац, новинар. Један је од најпопуларнијих и најплоднијих ТВ сценариста из времена друге Југославије.

## Биографија
Новак Новак је рођен 3. фебруара 1928. године у Крушевцу као друго дете Јеврема и Данице Новаковић (рођ. Ваљаревић). Крајем 1944. године новоформирана власт је његовог оца Јеврема, локалног свештеника по кратком поступку осудила на смрт и стрељала као припадника ЈВуО, породица се након завршетка Другог светског рата преселила у Београд, где је Новак наставио гимназијско школовање и уписао студије књижевности. „Неподобношћу“ узрокована материјална оскудица приморала га је да напусти факултет, преузме улогу главе породице и не бирајући послове зарађује за њен опстанак.
Новинарством је почео да се бави 1947. године, објавивши рад у загребачком хумористичком часопису Керемпух, а наставио пишући за часопис Рад. Као члан редакције сатиричног листа Јеж, (1949–1951) сарађивао је са писцима Станиславом Винавером и Владаном Стојановићем Зоровавељом. Његови хумористички прилози објављивани су у свим значајнијим југословенским часописима. Био је члан Удружења новинара Југославије.
Радијску каријеру започео је 1953. године и на месту уредника рекламних емисија и јутарњег програма Радио Београда задржао се до 1957. године. Највећи траг оставио је као аутор сатиричних и хумористичких текстова за радио емисију Весело вече, које је писао заједно са Радивојем Лолом Ђукићем. Њихова сарадња се наставила и на Телевизији Београд, где су заједничким сценаријима за хумористичке серије и филмове постали препознатљив тандем и поставили стандарде за то како треба да изгледа хумор на малим екранима. Од почетка рада на РТБ 1957. године, па све до пензионисања 1988. године, Новак је из „ничега”, уз помоћ Лоле, Мије Алексића, Ђузе Стоиљковића, Миодрага Петровића Чкаље и осталих великана „малих екрана”, успео да створи најсјајнија остварења играног програма, а Позориште у кући је до данас остало његово најпопуларније дело.
После пензионисања, због слабог здравља, повукао се из јавног живота. Неуморан, бавио се писањем мемоара које је назвао „Позориште у срцу“. Своје богато животно и радно искуство преносио је на Срђана Ваљаревића, савременог књижевника и свог даљег рођака.
Преминуо је 6. априла 1995. године, у Београду.

## ТВ сценариста
Изузетно плодан опус Новака Новака најпре се остваривао кроз сарадњу са редитељем Радивојем Лолом Ђукићем. Многе хумористичке серије овог тандема су владале малим екранима шездесетих година XX века: 
- „Сервисна станица“ (1959 — 1960)
- „Нема малих богова“ (1961)
- „Срећа у торби“ (1961)
- „На тајном каналу“ (1961)
- „Музеј воштаних фигура“ (1962)
- „Лицем у наличје“ (1965)
- „Црни снег“ (1966)
- „Људи и папагаји“ (1966)
- „Леђа Ивана Грозног“ (1967)
- „Дежурна улица“ (1967)
- „Спавајте мирно“ (1968)
- „Сачулатац“ (1968)

Управо у овим остварењима настајала су велика глумачка имена као: Миодраг Петровић Чкаља, Мија Алексић, Јован Гец, Ђокица Милаковић, Вера Илић-Ђукић, Бата Паскаљевић, Даница Аћимац, Михајло Викторовић, Бранка Веселиновић, Мића Татић, Мића Томић, Жарко Митровић и др.
Савременој јавности Новак Новак је свакако најпознатији по ТВ серији „Позориште у кући“, једној од првих „мамутског“ типа, која је од 1972. до 1984. године приказивана у преко 50 епизода кроз 5 серијала, а касније је више пута репризирана. Уз режију Дејана Баје Ћорковића, улоге за памћење остварили су: Властимир Ђуза Стојиљковић (Родољуб Рођа Петровић), Станислава Сташа Пешић (Олга), Олга Ивановић (госпођа Николајевић), Горан Трифуновић (Борко), Љиљана Лашић (Тина), Радмила Савићевић (мајка Вука), Драгутин Гута Добричанин (Васа С. Тајчић)...
Својеврстан омаж Новаку Новаку представља римејк ове серије, реализован после више од три деценије (2007). Кроз 25 изабраних епизода, режисери су били Балша Ђого, Иван Живковић, Мирослав Лекић и Горан Гајић, а чувене сцене „у дому Петровића“ овај пут су поверене: Драгану Бјелогрлићу, Наташи Шолак, Тањи Бошковић, Марку Бркићу, Нади Мацанковић, Милени Дравић, Бранимиру Брстини...
Новакова најпознатија позоришна комедија Столица која се љуља (1976), крајем седамдесетих година XX века пунила је сале широм тадашње Југославије. У Словенији се давала под именом Гугалник, а касније је екранизована под називом Гњурац.

## Признања
Био је добитник бројних домаћих признања: 
- поводом 20 година радио емисије „Весело вече“ Радио Београда (1969);
- за учешће на фестивалу „Нушићијада“ у Ивањици (1970);
- за ТВ серију „Позориште у кући“ (1973 — 1974);
- поводом 50 година радио—дифузије у Југославији (1976);
- поводом 20 година Телевизије Београд (1978);

Одликован је Орденом заслуга за народ са сребрним венцем, додељеног указом Председништва СФРЈ (1983) и Орденом рада са сребрним венцем.
Постхумно му је додељено признање за животно дело на Међународном фестивалу хумора и сатире у Крушевцу (1996).

## Ad acta
Рукописна заоставштина Новака Новака се од 2002. године чува у Историјском архиву Београда, као поклон његове супруге. Од расположиве грађе формиран је његов лични фонд.